# Some Kind of Heaven
Some Kind of Heaven – singel brytyjskiego synth popowego zespołu Hurts, wydany 24 lipca 2015 roku nakładem wytwórni płytowych Major Label, Columbia Records oraz Sony Music Entertainment. Wydawnictwo stanowi pierwszy singel promujący album Surrender.

## Listy utworów i formaty singla
Digital download
1. „Some Kind of Heaven” – 3:18
2. „S.O.S.” – 3:38

## Pozycje na listach
| Lista przebojów           | Pozycja |
| ------------------------- | ------- |
| Polska (AirPlay – Top)    | 6       |
| Szwajcaria (Hitparade.ch) | 66      |